# Tadeusz Beutlich
Tadeusz Franciszek Beutlich (ur. 19 kwietnia 1922 w Lwówku, zm. 16 kwietnia 2011 w Folkestone) – brytyjski i polski artysta plastyk pochodzenia polsko-niemieckiego.

## Życiorys
Ojciec Tadeusza był Niemcem, matka Polką, rodzice byli właścicielami wytwórni słodyczy i prowadzili sklep kolonialny, w 1930 względy finansowe sprawiły, że przeprowadzili się do Poznania. Uczęszczał na zajęcia plastyczne organizowane przez Akademię Sztuk Pięknych, gdzie uczył się ceramiki, tkactwa, tworzenia witraży i rzeźby. Po kampanii wrześniowej jako Polak pochodzenia niemieckiego został wpisany na listę narodowościową i otrzymał obywatelstwo niemieckie. Wyjechał do Weimaru, gdzie rozpoczął studia plastyczne, po pierwszym semestrze przeniósł się do Drezna. W 1941 został powołany do służby w Wehrmachcie, jako radiooperator uczestniczył w ataku Niemiec na ZSRR, a następnie w kampanii włoskiej. Wzięty do niewoli przez wojsko alianckie został uwięziony w obozie jenieckim, a następnie wcielony do 2 Korpusu Polskiego walczącego w ramach 8 Armii brytyjskiej. Po zakończeniu działań wojennych kontynuował studia w Rzymie oraz odwiedzał włoskie muzea, w 1947 został ewakuowany do Wielkiej Brytanii. Otrzymał tam stypendium rządowe przyznawane żołnierzom, którzy przeszli do rezerwy. Studiował malarstwo i grafikę w Sir John Cass Technical Institute, a następnie w Camberwell School of Art and Crafts. Odwiedzenie wystawy francuskich tkanin artystycznych z pokazem tkactwa oraz wystawa fińskich kobierców sprawiły, że porzucił malarstwo na rzecz tkanin. Tworzenie rozpoczął w niewielkim pokoju, gdzie tkał stosując tzw. płaski splot na prostej ramie stosując dostępne wówczas nici do cerowania, które produkowano w trzech kolorach, białym, szarym i czarnym. Pierwszą większą ramę i krosno wykonał dla niego szwagier Stanley Koltun, po dwóch latach do Camberwell przyjechała Barbara Sawyer, która nauki tkactwa uczyła się u Ethel Mairet. Zorganizowała spotkanie z Ethel w jej domu i pracowni "Gospels" w Ditchling w hrabstwie East Sussex. Podczas pobytu w firmie R Greg & Co w Manchesterze Tadeusz Beutlich poznał projektantkę, projektantkę tkanin i specjalistkę w dziedzinie przędzy Margaret Leischner, spotkanie z obiema artystkami i ich podejście do tkactwa miało na niego ogromny wpływ. Od 1951 był gościnnym wykładowcą w Camberwell, gdzie rok później poznał swoją żonę Ellen. Rozpoczął pracę nad monumentalnymi, trójwymiarowymi pracami, do których tworzenia używał sizalu i juty. Utrzymywał kontakt z polskimi artystami mieszkającymi w Wielkiej Brytanii, należał do słynnej Grupy 49 i wystawiał swoje prace w galerii Mateusza Grabowskiego (Grabowski Gallery) w Londynie. Część prac wywoływała kontrowersje, m.in. stworzony w 1969 "Archanioł" (Archangel). W tym czasie zakończył pracę nad książką pt. "The Technique of Woven Tapestry" (Technika tkania gobelinów), która stała się pierwszym i jedynym angielskim kompendium na ten temat. W tym czasie eksperymentował także z grafiką, wykonując duże i bardzo efektowne odbitki reliefowe tworzone ręcznie, bez użycia prasy automatycznej. W 1967 zakupił warsztat tkacki "Gospels" należący wcześniej do Ethel Mairet, w tym samym roku uczestniczył w trzecim biennale w Lozannie, w 1969 w czwartym biennale. Wyrażał podziw dla twórczości Magdaleny Abakanowicz i Wojciecha Sadleya, z którymi zetknął się podczas I Międzynarodowego Biennale Tkaniny (Biennale Internationale de la Tapisserie) w Lozannie w 1969. Wystawiał w British Artist Craftsmen oraz Muzeum Smithsonian i Deliberate Entanglements na Uniwersytecie Kalifornijskim w Los Angeles, dzięki czemu stał się znany w Stanach Zjednoczonych. W 1972 ukazała się książka Mildred Constantone i Jacka Lenora Larsena pt. "Britain's greatest artist in fibre", w której został przedstawiony jako jeden z najważniejszych brytyjskich twórców włókiennictwa. Mimo że jego twórczość stała się znana na świecie, to w Wielkiej Brytanii znało ją tylko wąskie grono koneserów i krytyków, m.in. Peter Collingwood i Ann Sutton. W 1974 zrezygnował z pracy w Camberwell i razem z rodziną wyjechał do Hiszpanii, gdzie zamieszkali w pobliżu Alicante. Porzucił wówczas krosno i eksperymentował z rosnącą tam trawą esparto oraz jaskrawo zabarwionymi wełnami akrylowymi, które kupował na miejscowym targu. Tworzył z nich to, co nazwał "swobodną osnową" oraz gobeliny, tkaniny. Rozpoczął też owijanie wełną organiczną płaszczyzn ściennych i wolno stojących figur, którym nadawał wygląd żywych organizmów. W 1980 powrócił do Wielkiej Brytanii, gdzie tworzył odwołując się do swoich traumatycznych przeżyć z czasów II wojny światowej. Powstały wówczas figury i rzeźby przestrzenne, które krytycy porównywali do twórczości Goi i Boscha. Na początku lat 80. XX wieku twórczość Tadeusza Beutlicha została ponownie odkryta przez młodych twórców i kuratorów. Jeden z nich, Michael Brennand-Wood, w 1982 włączył twórczość Beutlicha do wystawy "Fabric and Form". W 1992 jego dzieła przedstawiono podczas wystawy prac wpływowych Europejczyków w British Design and Craft, w 1996 wystawiono je na wystawie zorganizowanej przez Penniny Barnett i Pamelę Johnson pt. "Under Construction: Exploring Process in Contemporary Textiles". Kariera artystyczna Tadeusza Beutlicha była tematem indywidualnej wystawy retrospektywnej, która miała miejsce w latach 1997-98.